# Кристина Саксонская
Кристина Саксонская (нем. Christine von Sachsen; 25 декабря 1505, Дрезден — 15 апреля 1549, Кассель) — саксонская принцесса из альбертинской линии веттинов, в замужестве ландграфиня Гессена.

## Биография
Кристина родилась в семье герцога Саксонии Георга (1471—1539) и его супруги Барбары Польской (1478—1534). 11 декабря 1523 года она в Дрездене вышла замуж за ландграфа Гессена Филиппа. Брак этот преследовал исключительно политические мотивы и должен был укрепить отношения между Саксонией и Гессеном. Ландграф Филипп о своей супруге писал следующим образом: «никогда любви или близости к ней не испытывал, она же благочестива, но недружественна, уродлива и воняет» («nihe liebe oder brunstlichkeit zu ir gehabt, wie wol sie sust from, aber warlich sust unfreindtlich, heslich, auch übel geroch.»).
В 1540 году Филипп женился на 17-летней Маргарите фон дер Заале, оставаясь в то же время и мужем Кристины Саксонской. Кристина, наряду с такими духовными авторитетами, как Лютер и Меланхтон, согласилась с этим «побочным браком» своего мужа. Уже после его заключения у Кристины и Филиппа родились трое детей. В то же время ландграф Филипп упорядочил свои отношения с жёнами таким образом, что Кристина рассматривалась как «главная жена», дети которой могли претендовать на власть в государстве, в то время как дети от «второй жены» наследовали лишь имущество.
После того, как ландграф Филипп, участвуя в Шмалькальденской войне, попал в плен, его супруга Кристина Саксонская его никогда более не увидела. С 1547 года она вместе со своим старшим сыном Вильгельмом берёт на себя управление Гессеном. Официально, однако, ландграф Филипп не назначал Кристину регентом на случай своей смерти или долгого отсутствия, так как опасался, что она может лишить его детей от брака с Маргаритой фон дер Заале причитавшегося им имущества. Вместо неё он назначил регентский совет, состоявший из канцлера Генриха Лерснера и трёх советников.

## Потомки
1. Агнесса (1527—1555)
∞ 1. 1541 курфюрст Мориц Саксонский (1521—1553)
∞ 2. 1555 герцог Иоганн Фридрих II Саксонский (1529—1595)
2. Анна (1529—1591)
∞ 1544 пфальцграф Вольфганг Пфальц-Цвейбрюккенский (1526—1569)
3. Вильгельм IV (ландграф Гессен-Касселя) (1532—1592)
∞ 1566 принцесса Сабина Вюртембергская (1549—1581)
4. Филипп Людвиг (1534—1535)
5. Барбара (1536—1597)
∞ 1. 1555 герцог Георг I Вюртембергский (1498—1558)
∞ 2. 1568 граф Даниэль Вальдекский (1530—1577)
6. Людвиг (1537—1604)
∞ 1. 1563 принцесса Гедвига Вюртембергская (1547—1590)
∞ 2. 1591 графиня Мария фон Мансфельд (1567-?)
7. Елизавета (1539—1582)
∞ 1560 курфюрст Людвиг VI Пфальцский (1539—1583)
8. Филипп (1541—1583)
∞ 1569 пфальцграфиня Анна Елизавета Пфальцская (1549—1609)
9. Кристина Гессенская (1543—1604)
∞ 1564 герцог Адольф I Гольштейн-Готторпский (1526—1586)
10. Георг I (1547—1596)
∞ 1. 1572 графиня Магдалена Липпская (1552—1587)
∞ 2. 1589 принцесса Элеонора Вюртембергская (1552—1618)